# Jean-Joseph Zéphirin Gerbe
Jean-Joseph Zéphirin Gerbe (* 21. Dezember 1810 in Bras, Département Var; † 26. Juni 1890 ebenda) war ein französischer Zoologe, Experte für vergleichende Embryogenese, Ornithologe und naturhistorischer Illustrator.

## Leben und Wirken
Sein Vater Jean-Joseph Gerbe, Chirurg in Bras, heiratete am 25. Februar 1810 Theresa Pulagie Polixone geb. Beffon. Gerbe hatte zumindest einen Bruder namens Joseph Jules Hedois der am 23. Juli 1812 geboren wurde. Am 25. Juli 1850 heiratete Gerbe Madeleine Eulalie Chaussin in Paris im 11. Arrondissement.

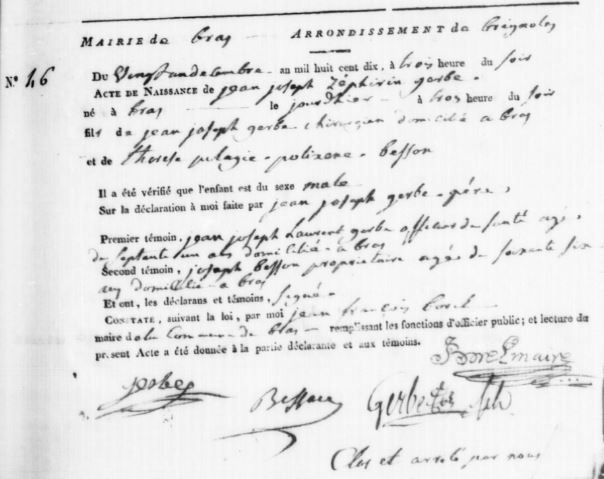
Eintrag der Geburt in Bras
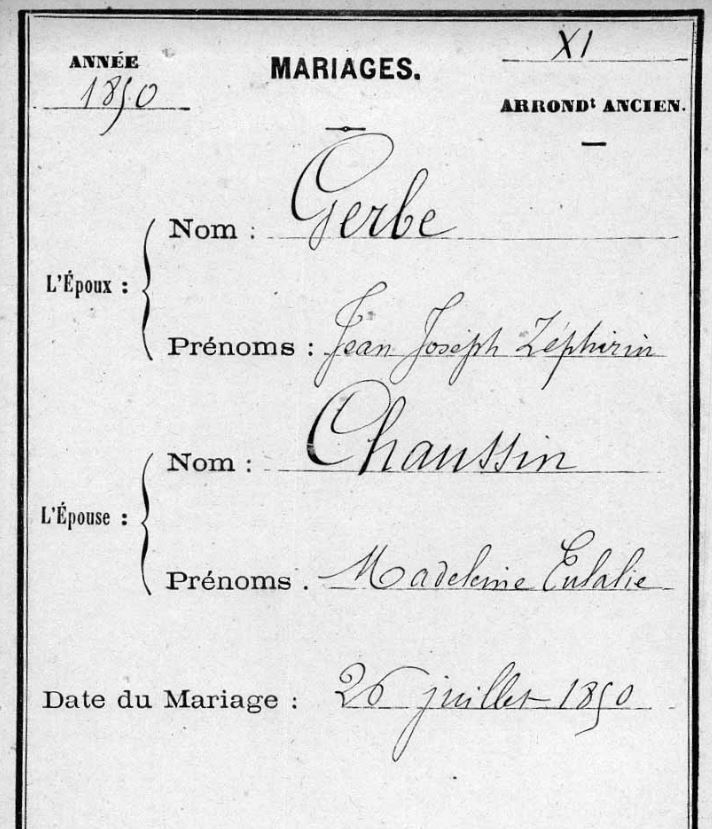
Eintrag der Hochzeit mit in Paris
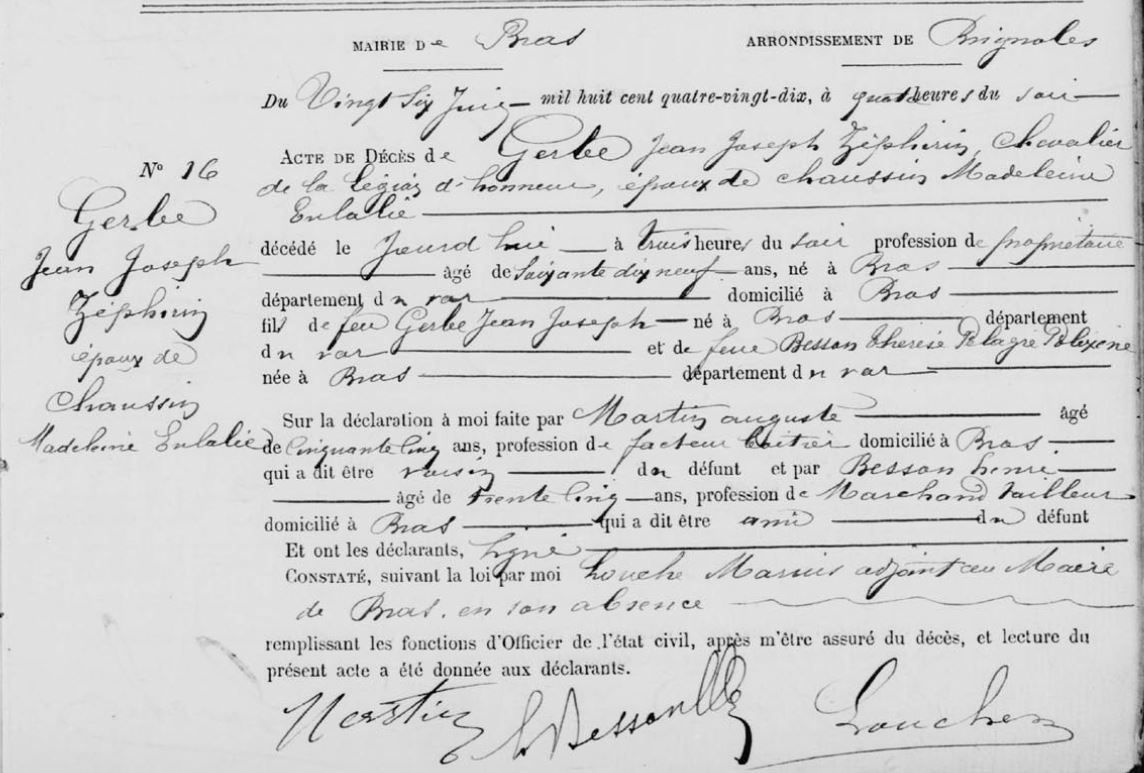
Eintrag des Todes Jean-Joseph Zéphirin Gerbe in Bras
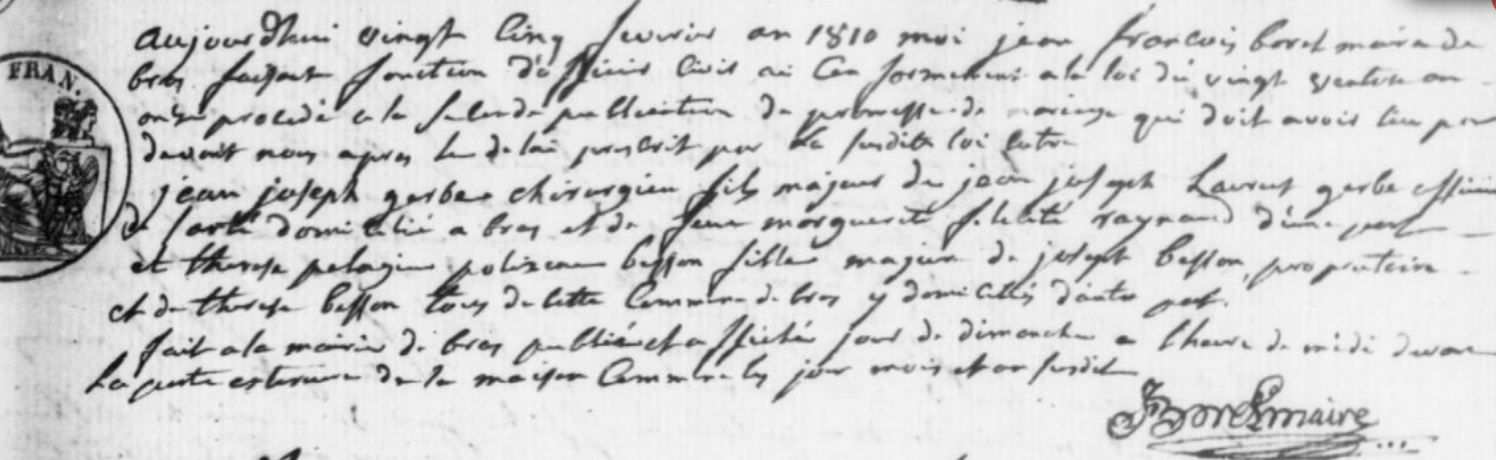
Eintrag der Hochzeit seiner Eltern in Bras
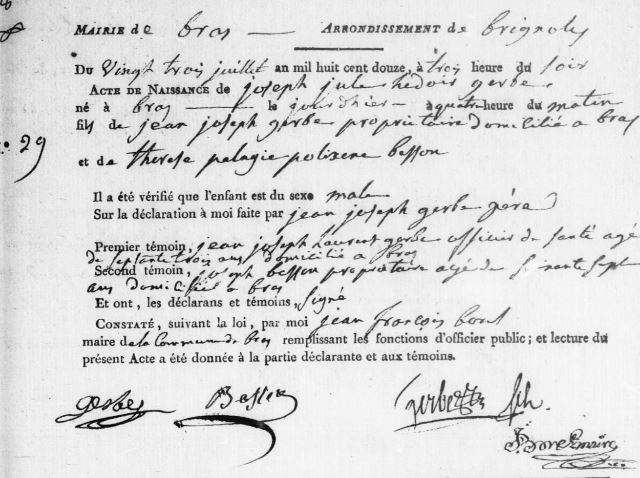
Eintrag der Geburt seines Bruders
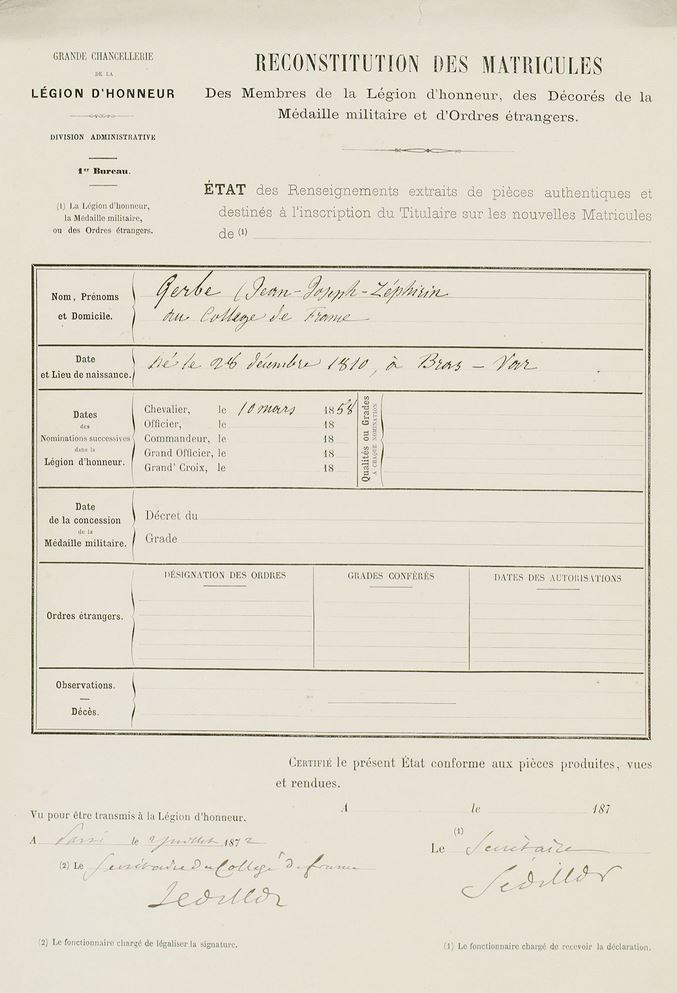
Auszeichnung Chevalier der Ehrenlegion

Gerbe arbeitete 1837 ab dem vierten Band von Dictionnaire pittoresque d'histoire naturelle et des phénomènes de la nature mit, ein Werk, das unter der Federführung von Félix Édouard Guérin-Méneville (1799–1874) zwischen 1833 und 1840 in Kooperation mit vielen Wissenschaftlern entstand. Hier sind seine Beiträge am Kürzel Z.G. zu erkennen. Als 1938 die Société Cuvierienne gegründet wurde, war er eines der Gründungsmitglieder.
Im Jahr 1843 wurde der Lehrstuhl für vergleichende Embryogenese am Collège de France eingerichtet. Der Lehrstuhlinhaber Jacques Marie Cyprien Victor Coste (1807–1873) holte Gerbe als Präparator an den Lehrstuhl. Zusammen mit Victor Amédée Meunier (1817–1903) hatte er bereits 1837 unter der Leitung von Coste, der damals noch am Muséum national d’histoire naturelle tätig war, an Embryogénie comparée mitgearbeitet. Antoine Chazal (1793–1854) lieferte in einem separaten Atlas die Tafeln zum Werk. 1858 stellte Coste der Académie des sciences im Namen Gerbes eine Arbeit über die Befruchtung von Krebstieren vor. In einem weiteren Beitrag von Coste aus dem Jahre 1864 beschreibt er ein Forschungsergebnis von Gerbe, der die Fissiparie von Kolpoden nachwies. Für diese Erkenntnisse wurde Gerbe 1865 der Prix Montyon für experimentelle Physiologie der Académie des sciences verliehen. Der Preis, der nach dem Tod von Jean-Baptiste de Montyon (1733–1820) erstmals vergeben wurde, brachte im 1.000 Francs ein. In der Entscheidungskommission saßen neben Coste, Achille Valenciennes (1794–1865), Gustave Flourens (1838–1871) und Jean Louis Armand de Quatrefages de Bréau (1810–1892). Der Genfer Botaniker und Professor Marc Thury (1822–1905) stellte die Hypothese auf, dass die Befruchtung von mangelhaft ausgereiften Eiern zu weiblichem Nachwuchs führt, untersuchte Gerbe im Auftrag Costes diese These in Experimenten mit Multiparatieren. Für die Untersuchung verwendete er Kaninchen und Hühner. Er zeigte auf, dass die Gesetze von Thury für mehrgebärende Säugetiere und Vögel nicht aufrecht zu halten waren. Zwischen 1864 und 1866 publizierte er eine Serie von Artikel zur Metamorphose von im Meer lebenden Krebstieren. 1862 beschäftigte er sich in einem Brief an Édouard Joseph Louis-Marie Van Beneden (1846–1910) erstmals mit der Fortpflanzung der Sackkrebse (Sacculina). 1869 folgten weitere Ausführungen zu diesem Thema. Als sein Mentor Coste am 23. September 1873 starb, brachte er sich um den frei gewordenen Lehrstuhl mit Exposé des titres in Stellung. Trotz seiner zahlreichen Verdienste auf diesem Gebiet übernahm schließlich 1874 Édouard-Gérard Balbiani (1823–1899) den Lehrstuhl. Er selbst blieb zunächst Präparator am Collège und wurde am 10. März 1858 als Chevalier de la Légion d’Honneur ausgezeichnet. Im Jahr 1873 wird ihm der Prix Serres verliehen, der auf Étienne Serres (1786–1868) zurückgeht.
Viele seiner ornithologischen Arbeiten erschienen in Fachzeitschriften wie Annales françaises et étrangères d'anatomie et de physiologie appliquées à la médecine et à l'histoire naturelle, Magasin de zoologie, d'anatomie comparée et de palaeontologie, Revue Zoologique par La Société Cuvierienne, Revue et magasin de zoologie pure et appliquée, Bulletin de la Société zoologique de France oder Le Naturaliste: journal des échanges et des nouvelles. Als Joseph Fortuné Théodore Eydoux (1802–1841) und Louis François Auguste Souleyet (1811–1852) die Beschreibung der zoologischen Ausbeute der Corvette La Bonite zwischen 1836 und 1837 begannen, waren es Gerbe und Florent Prévost (1794–1870), die das Kapitel Vögel bearbeiteten. Nach dem Tod von Côme-Damien Degland (1787–1856) entschloss sich Gerbe, eine zweite Auflage von Ornithologie européenne zu publizieren, die er um seine Erkenntnisse erweiterte. Im zweiten Band führt er darin die neue Familie Fregatidae ein.
In einer vergleichenden Studie über die Mittelmeer-Kleinwühlmaus (Microtus duodecimcostatus) (Syn: Arvicola ibericus) mit der Kurzohrmaus (Microtus subterraneus) (Syn: Arvicola incertus) führte er 1879 die neue Art der Iberischen Kleinwühlmaus (Microtus lusitanicus) in die Wissenschaft ein. Als Victor Émile Marie Joseph Collin de Plancy (1853–1922) an Fernand Lataste (1847–1934) ein Typusexemplar des Chinesischen Abendseglers (Nyctalus plancyi) zusandte, übergab Lataste ihm dieses zu Analyse, so dass Gerbe auch hier im Jahr 1880 die Erstbeschreibung publizierte.
Bei der Übersetzung von Alfred Edmund Brehm (1829–1884)  Illustrirtes Thierleben ins Französische übersetzte er jeweils zwei Bände zu den Säugetieren und zu den Vögeln. Das Werk erschien in Frankreich unter dem Titel Merveilles de la nature. In acht weiteren Bänden kümmerten sich Henri Émile Sauvage (1842–1917) um die Reptilien, die Amphibien und die Fische, Philippe Alexandre Jules Künckel d'Herculais (1843–1918) um die Krebstiere und die Insekten, Alphonse Trémeau de Rochebrune (1836–1912) um die Würmer und die Weichtiere, René Verneau (1852–1938) um die menschlichen Rassen, sowie Fernand Priem (1842–1917) um die geologische und paläontologische Fragen.

## Illustration
Gelegentlich trat Gerbe auch als Tierillustrator auf. So zeichnete er u. a.:

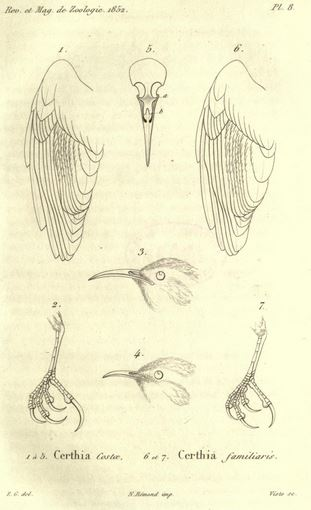
Skizzen zum Waldbaumläufer (Certhia familiaris) und Gartenbaumläufer (Certhia brachydactyla) von Gerbe
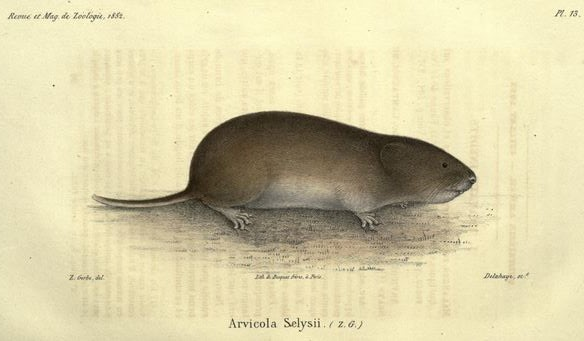
Italienische Kleinwühlmaus (Microtus savii) illustriert von Gerbe
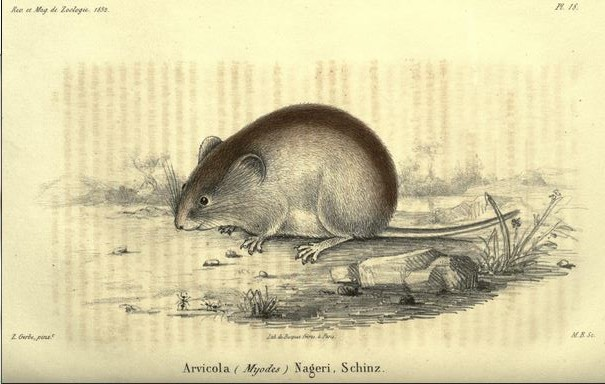
Rötelmaus (Myodes glareolus) nach Lithografie von Gerbe
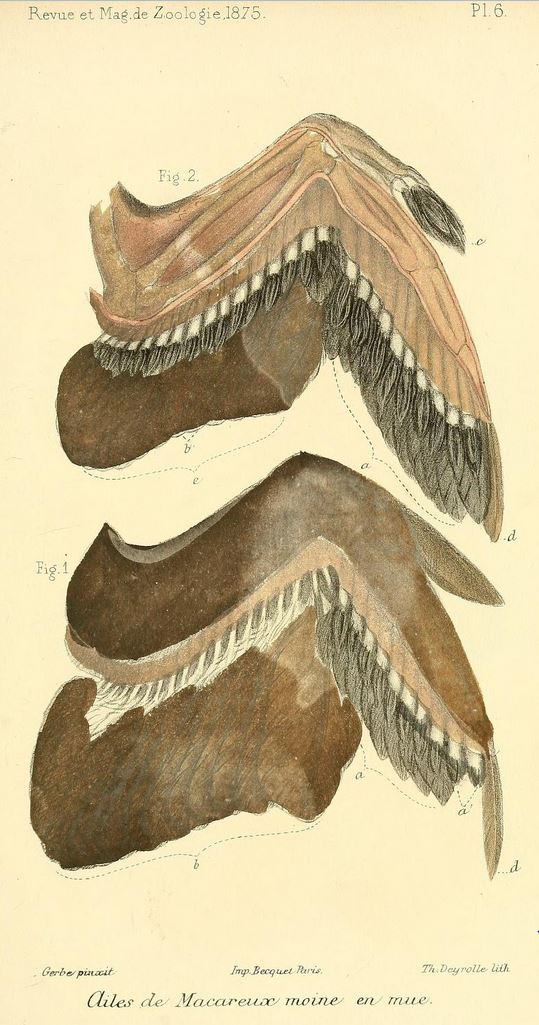
Flügel des Papageitauchers Papageitaucher (Fratercula arctica) bei der Mauser nach Gerbe

## Dedikationsnamen
Im Jahr 1879 publizierte er mit Arthur de L'Isle du Dréneuf  (1837–1895) einen kurzen Artikel über die Pyrenäen-Kleinwühlmaus (Microtus gerbei). Der Name wurde auf Vorschlag von de L'Isle du Dréneuf vergeben, der das Typusexemplar 1866 im Flussgebiet der Loire gesammelt hatte. Oft wird in der Literatur nur Gerbe als Autor genannt, doch ist der Artikel im Plural geschrieben und es wurde auf eine spätere ausführlichere Beschreibung verwiesen. Diese erschien 1880 und stammte von beiden Autoren. Henri Louis Ernest Jouard (1896–1938) beschrieb 1930 eine Unterart des Waldbaumläufers als Certhia familiaris gerbei, ein Name, der heute als Synonym für Certhia familiaris macrodactyla Brehm, CL, 1831 steht.
Alfred Mathieu Giard (1846–1908) nannte 1887 einen Sackkrebs Sacculina gerbei, der aber zunächst als Nomen nudum geführt wurde, da er keine Beschreibung lieferte. So dauerte es bis ins Jahr 1911 als Joseph Guérin-Ganivet den Namen als akzeptierte Art in der Wissenschaft etablierte.

## Werke (Auswahl)
- mit Félix Édouard Guérin-Méneville, Guillaume Clavé, Jean Théodore Cocteau, Anselme Gaëtan Desmarest, François Foy, Prosper Garnot, Paul Gentil, François-Louis-Paul Gervais, Antoine-Alphonse Guichenot, Jean Jacques Nicolas Huot, François Malepeyre, Camille Jubé de la Perelle, François Lallemand, Jean Charles Lévêque, Pierre-Hippolyte Lucas, Gaspard-Joseph Martin-Saint-Ange, Victor Amédée Meunier, Achille Rémy Percheron, Arsène Thiébaut de Berneaud, Pierre Théodore Virlet d'Aoust: Dictionnaire pittoresque d'histoire naturelle et des phénomènes de la nature contenant l'histoire des animaux, des végétaux, des minéraux, des météores, des principaux phénomènes physiques et des curiosités naturelles, avec des détails sur l'emploi des productions des trois règnes dans les usages de la vie, les arts et les métiers et les manufactures rédigé par une société de naturalistes sous la direction de F.E. Guérin. Band 4. E. Legier, Saint-Omer 1836 (online [abgerufen am 4. Mai 2016]).
- mit Jean Jacques Marie Cyprien Victor Coste, Victor Meunier, Antoine Chazal: Embryogénie comparée. Cours sur le développement de l'homme et des animaux, fait au Muséum d'Histoire de Paris. Band 1. Amable Costes, Paris 1837 (online [abgerufen am 4. Mai 2016]).
- mit Jean Jacques Marie Cyprien Victor Coste, Victor Meunier, Antoine Chazal: Embryogénie comparée. Cours sur le développement de l'homme et des animaux, fait au Muséum d'Histoire de Paris. Band 2 (Atlas). Amable Costes, Paris 1837 (online [abgerufen am 4. Mai 2016]).
- Considérations sur l'histoire naturelle des oiseaux. Imp. de Cosson, Paris 1837 (online [abgerufen am 15. Juli 2016]).
- Observation zoologique sur le plumage des oiseaux. In: Annales françaises et étrangères d'anatomie et de physiologie appliquées à la médecine et à l'histoire naturelle. Band 2, 1838, S. 62–63 (online [abgerufen am 4. Mai 2016]).
- Mémoire sur Fauvette Cetti, Sylvia cetti. In: Magasin de zoologie, d'anatomie comparée et de palaeontologie (= Série 2. Band 2). 1840, S. 1–8, Tafel 21 (online [abgerufen am 4. Mai 2016]).
- Note sur la Fauvette Bonelli ou Natterer, Sylvia Bonnelli et Natteri. In: Revue Zoologique par La Société Cuvierienne. Band 3, 1840, S. 35–36 (online [abgerufen am 4. Mai 2016]).
- mit Florent Prévost in Joseph Fortuné Théodore Eydoux, Louis François Auguste Souleyet: Oiseaux in Voyage autour du monde:exécuté pendant les années 1836 et 1837 sur la corvette la Bonite commandée par M. Vaillant (= Zoologie. Band 1). Arthus-Bertrand, Paris 1841, S. 69–132 (online [abgerufen am 4. Mai 2016]).
- Monographie de Sylvidées ou Fauvette d'Europe Première notice sur la genre Hippolaïs. In: Revue Zoologique par La Société Cuvierienne. Band 7, 1844, S. 437–440 (online [abgerufen am 4. Mai 2016]).
- Note sur un Œuf d'Aigle, recueilli dans le département de L'Aube et attribué avec donte à l'Aigle royal (Aquila crysætos). In: Revue Zoologique par La Société Cuvierienne. Band 7, 1844, S. 440–441 (online [abgerufen am 4. Mai 2016]).
- L'Oie d'Égypte (Anser Ægyptiacus). In: Revue Zoologique par La Société Cuvierienne. Band 7, 1844, S. 441–442 (online [abgerufen am 4. Mai 2016]).
- Faune méridionale ou description de tous les animeaux vertébrés vivans et fossiles, sauvages ou domestique qui se rencontrent dans la plus grande partie du midi de la France 2 vol. in-8 avec atlas, par M. J. Chespon. In: Revue Zoologique par La Société Cuvierienne. Band 8, 1845, S. 213–215 (online [abgerufen am 4. Mai 2016]).
- Note sur le Cygne Bewick. (Cignus Bewickii). In: Revue Zoologique par La Société Cuvierienne. Band 8, 1845, S. 244–247 (online [abgerufen am 4. Mai 2016]).
- Observation relatives à la Faune ornithologique des environs de Paris. In: Revue Zoologique par La Société Cuvierienne. Band 8, 1845, S. 251–253 (online [abgerufen am 4. Mai 2016]).
- Mémoire sur l'Hippolaïs ictérine (Hippolais icterina). In: Revue Zoologique par La Société Cuvierienne. Band 9, 1846, S. 433–441 (online [abgerufen am 4. Mai 2016]).
- Nous recevons de M. Gerbe l'envoi d'une série de notices, accompagné de la lettre suivante. In: Revue et magasin de zoologie pure et appliquée (= Série 2. Band 4). 1852, S. 159–160 (online [abgerufen am 4. Mai 2016]).
- Notices et observations sur quelques vertébrés nouveaux pour la Faune de la Provence. In: Revue et magasin de zoologie pure et appliquée (= Série 2. Band 4). 1852, S. 161–172 (online [abgerufen am 4. Mai 2016]).
- Note sur une nouvelle espèce européenne d'Hippolaïs ictérine (Hippolais icterina). In: Revue et magasin de zoologie pure et appliquée (= Série 2. Band 4). 1852, S. 174–175 (online [abgerufen am 4. Mai 2016]).
- Notices et observations sur quelques vertébrés nouveaux pour la Faune de la Provence. In: Revue et magasin de zoologie pure et appliquée (= Série 2. Band 4). 1852, S. 161–172 (online [abgerufen am 4. Mai 2016]).
- Notices et observations sur quelques vertébrés nouveaux pour la Faune de la Provence. In: Revue et magasin de zoologie pure et appliquée (= Série 2. Band 4). 1852, S. 257–270 (online [abgerufen am 4. Mai 2016]).
- Notices et observations sur quelques vertébrés nouveaux pour la Faune de la Provence. In: Revue et magasin de zoologie pure et appliquée (= Série 2. Band 4). 1852, S. 305–312 (online [abgerufen am 4. Mai 2016]).
- Notices et observations sur quelques vertébrés nouveaux pour la Faune de la Provence. In: Revue et magasin de zoologie pure et appliquée (= Série 2. Band 4). 1852, S. 449–460 (online [abgerufen am 4. Mai 2016]).
- Notices et observations sur quelques vertébrés nouveaux pour la Faune de la Provence. In: Revue et magasin de zoologie pure et appliquée (= Série 2. Band 5). 1853, S. 197–203 (online [abgerufen am 4. Mai 2016]).
- Notices et observations sur quelques vertébrés nouveaux pour la Faune de la Provence. In: Revue et magasin de zoologie pure et appliquée (= Série 2. Band 5). 1853, S. 550–556 (online [abgerufen am 4. Mai 2016]).
- Lettre suivant, en réponse de Note sur quelques oiseaux du midi de la France par M. le docteur J.-B. Jaubert. In: Revue et magasin de zoologie pure et appliquée (= Série 2. Band 6). 1854, S. 349–352 (online [abgerufen am 4. Mai 2016]).
- Note sur l'identité des Calamoherpe palustris (Bechstein) et Calamoherpe pratensis (Jaubert). In: Revue et magasin de zoologie pure et appliquée (= Série 2. Band 7). 1855, S. 461–468 (online [abgerufen am 4. Mai 2016]).
- Jean Jacques Marie Cyprien Victor Coste: Faits pour servir à l'histoire de la fécondation chez les Crustacés. In: Comptes rendus hebdomadaires des séances de l'Académie des sciences. Band 46, 1858, S. 432–433 (online [abgerufen am 6. März 2016]).
- Sur les Sacculines - Extrait d'une lettre de M. J. Gerbe adresse a M. van Beneden. In: Bulletins de l'Académie royale des sciences, des lettres et des beaux-arts de Belgique (= Série 2. Band 13). 1862, S. 339–340 (online [abgerufen am 4. Mai 2016]).
- Métamorphose des Cructacés marins. In: Comptes rendus hebdomadaires des séances de l'Académie des sciences. Band 59, 1864, S. 1101–1103 (online [abgerufen am 16. Mai 2016]).
- Métamorphose des Cructacés marins. In: Comptes rendus hebdomadaires des séances de l'Académie des sciences. Band 60, 1865, S. 74–77 (online [abgerufen am 16. Mai 2016]).
- Appareils vasculaire et nerveux des larves des Cructacés marins. In: Comptes rendus hebdomadaires des séances de l'Académie des sciences. Band 62, 1866, S. 932–937 (online [abgerufen am 16. Mai 2016]).
- Métamorphose des Cructacés marins. In: Comptes rendus hebdomadaires des séances de l'Académie des sciences. Band 62, 1866, S. 1024–1027 (online [abgerufen am 16. Mai 2016]).
- mit Côme-Damien Degland: Ornithologie européenne, ou Catalogue descriptif, analytique et raisonné des oiseaux observés en Europe. 2. Auflage. Band 1. J.-B. Baillière et fils, Paris 1867 (online [abgerufen am 4. Mai 2016]).
- mit Côme-Damien Degland: Ornithologie européenne, ou Catalogue descriptif, analytique et raisonné des oiseaux observés en Europe. 2. Auflage. Band 2. J.-B. Baillière et fils, Paris 1867 (online [abgerufen am 4. Mai 2016]).
- Recherches sur la constitution et le développement de l'oeuf ovarien des Sacculines. In: Comptes rendus hebdomadaires des séances de l'Académie des sciences. Band 68, 1869, S. 460–462 (online [abgerufen am 16. Mai 2016]).
- Résponse aux observations de M. Balbiani sur le rôle des deux vésicules que renferme l'oeuf primitif. In: Comptes rendus hebdomadaires des séances de l'Académie des sciences. Band 60, 1869, S. 670–671 (online [abgerufen am 16. Mai 2016]).
- On the Constitution and Development of the Ovarian Egg of the Sacculinae. In: The Annals and magazine of natural history; zoology, botany, and geology (being a continuation of the Annals combined with Loudon and Charlesworth's Magazine of Natural History) (= Série 4. Band 3). 1869, S. 321–322 (online [abgerufen am 4. Mai 2016]).
- Exposé des titres. Impr. de Martinet, Paris 1873 (online [abgerufen am 4. Mai 2016]).
- Observations sur quelques oiseaux considérés comme auxiliaires de l'homme. In: Revue et magasin de zoologie pure et appliquée (= Série 3. Band 1). 1873, S. 325–331 (online [abgerufen am 4. Mai 2016]).
- Observations sur la manière dont s'accomplit la mue des rémiges chez le Macareux moine & le Plongeon lumme. In: Revue et magasin de zoologie pure et appliquée (= Série 3. Band 3). 1875, S. 271–277 (online [abgerufen am 4. Mai 2016]).
- Simples notes sur quelques oiseaux de France. In: Revue et magasin de zoologie pure et appliquée (= Série 3. Band 4). 1876, S. 1–10 (online [abgerufen am 4. Mai 2016]).
- Simples notes sur quelques oiseaux de France. In: Revue et magasin de zoologie pure et appliquée (= Série 3. Band 4). 1876, S. 268–274 (online [abgerufen am 4. Mai 2016]).
- mit Alfred Edmund Brehm: Merveilles de la nature: Les mammifères, caractères, moeurs, chasses, combats, captivité, domesticité, acclimatation, usages et produits. Band 1. J.-B. Baillière et fils, Paris 1878 (online [abgerufen am 4. Mai 2016]).
- mit Alfred Edmund Brehm: Merveilles de la nature: Les mammifères, caractères, moeurs, chasses, combats, captivité, domesticité, acclimatation, usages et produits. Band 2. J.-B. Baillière et fils, Paris 1878 (online [abgerufen am 4. Mai 2016]).
- mit Alfred Edmund Brehm: Merveilles de la nature; l'homme et les animaux, description populaire des races humaines et des règne animal: Les oiseaux, moeurs, chasses, combats, captivité, domesticité, acclimatation, usages et produits. Band 3. J.-B. Baillière et fils, Paris 1878 (online [abgerufen am 4. Mai 2016]).
- mit Alfred Edmund Brehm: Merveilles de la nature; l'homme et les animaux, description populaire des races humaines et des règne animal: Les oiseaux, moeurs, chasses, combats, captivité, domesticité, acclimatation, usages et produits. Band 4. J.-B. Baillière et fils, Paris 1878 (online [abgerufen am 4. Mai 2016]).
- Étude comparative de quelques caractères du Campagnol ibérian et du campagnol incertain. In: Revue et magasin de zoologie pure et appliquée (= Série 3. Band 7). 1879, S. 42–47 (online [abgerufen am 4. Mai 2016]).
- Diagnose d'un campagnol nouveau de France. In: Le Naturaliste: journal des échanges et des nouvelles. Band 1, Nr. 7, 1879, S. 51 (online [abgerufen am 6. März 2016]).
- mit Arthur de L'Isle du Dréneuc: Diagnose d'un campagnol nouveau de France. In: Le Naturaliste: journal des échanges et des nouvelles. Band 1, Nr. 7, 1879, S. 51 (online [abgerufen am 4. Mai 2016]).
- Note relative a l'Arvicola (Microtus) pyrenaicus (de Sélys). In: Le Naturaliste: journal des échanges et des nouvelles. Band 1, Nr. 7, 1879, S. 51 (online [abgerufen am 4. Mai 2016]).
- Note sur l'existence du Vespertilion de Capaccini et sur l'apparition accidentelle du Milvus govinda en Provence. In: Le Naturaliste: journal des échanges et des nouvelles. Band 1, Nr. 9, 1879, S. 68 (online [abgerufen am 4. Mai 2016]).
- Note sur l'apparition accidentelle en Provence du Thalassidrome océanien et de la Pie-griéche majeure. In: Le Naturaliste: journal des échanges et des nouvelles. Band 1, Nr. 10, 1879, S. 75 (online [abgerufen am 4. Mai 2016]).
- Note au subject de la noctule. In: Le Naturaliste: journal des échanges et des nouvelles. Band 2, Nr. 30, 1880, S. 234 (online [abgerufen am 4. Mai 2016]).
- Note sur une deuxième mue partielle effective. In: Le Naturaliste: journal des échanges et des nouvelles. Band 2, Nr. 30, 1880, S. 234–235 (online [abgerufen am 4. Mai 2016]).
- mit Georges Arthur de L'Isle du Dréneuf: Espèce nouvelle de Campagnol de France. In: Bulletin de la Société zoologique de France. Band 5, 1880, S. 49–60 (online [abgerufen am 4. Mai 2016]).
- Note sur une espèce nouvelle de Vespertilionien de Chine. In: Bulletin de la Société zoologique de France. Band 5, 1880, S. 70–71 (online [abgerufen am 4. Mai 2016]).
- L'histoire de l'Hirondelle rustique (Hirundo rustica). In: Bulletin de la Société zoologique de France. Band 5, 1880, S. 72–74 (online [abgerufen am 4. Mai 2016]).